# Buritirana
Buritirana é um município brasileiro do Estado do Maranhão. De acordo com o Instituto Brasileiro de Geografia e Estatística (IBGE), sua população no ano de 2019 era de 15.430 habitantes, possuiu uma área de 818.424 km², foi criado pela Lei Nº 6.189, de 10 de novembro de 1994, desmembrado do município de João Lisboa.
Conhecido por uma agropecuária de micro e pequeno porte de alta qualidade, é uma das maiores produtoras de leite da região Tocantina.

## Geografia

### Limites territoriais
- O município limita-se ao Norte com o município de Senador La Rocque; a Leste com o município de Amarante do Maranhão; a Oeste com o município de Senador La Rocque e ao Sul com os municípios de Montes Altos e Davinópolis.
- Os principais distritos são Cajá, Cajá Branca, Centro Novo, Centro do Zé Neo, Olho D'Água, Genipapo, Saramandáia, Santa Luzia, Serrinha, Tanque e Varjão dos Crentes.

## Transporte
O município de Buritirana é servido pela Rodovia Estadual MA-122 que corta todo município, e serve como rota rodoviária ligando a BR 010 (Belém/Brasília) na altura da cidade de Imperatriz (a maior cidade do Sul do Maranhão e segunda maior do estado) à rodoviária MA 06 na altura de Sítio Novo do Maranhão, fornecendo assim uma via expressa que liga a BR 010 até o nordeste do país.
Além desta importante rota, Buritirana é cortada por várias estradas vicinais que a ligam a municípios vizinhos, tais como a "estrada da Lagoa Nova" que liga Buritirana à Montes Altos, e a "estrada do Cajá" que funciona como rota alternativa ligando o município ao município de Senador La Roque.
A empresa de transporte Alvorada Rainha do Sertão, de propriedades dos Irmãos Ivo e Gaúcho foi a primeira a operar em Buritirana com dois caminhão Mercedes mixto (Pau de Arara) na década de 70, fazendo a linha Imperatriz/Sítio Novo, via municípios de Montes Altos, Sítio Novo, Amarante, em uma época onde praticamente não existia estrada empiçarrada.
Cabe ressaltar aqui que, nesta época não existia estrada que ligava diretamente o então povoado de Buritirana até a cede do município de João Lisboa.
Foi só no ano de 1987 que a então prefeita de João Lisboa Nita Menezes a pedido do então vereador Antonio Aroldo de Oliveira conseguiu construir a estrada ligando a antiga Mucuíba, hoje Senador La Rocque a Buritirana, surgindo assim a MA 122, ligando os municípios de Imperatriz a Sítio Novo, tendo como rota os municípios de João Lisboa e Amarante do Maranhão. 
Depois da estrada empiçarrada feita, a empresa de ônibus Lira de Ouro de propriedade de Isaura começa fazer a linha Imperatriz Buritirana, sendo sucedida por diversas outras empresas.
Contudo a partir do ano de 16 com a liberação de tráfego de transportes alternativos, não existe empresa que tenha concessão de rodagem para a MA 122, desta forma sendo o transporte alternativo (Vans e ônibus esporádicos ou clandestinos) o principal meio de transporte público regional.

## História
Buritirana já teve pista de avião, onde hoje é a Rua Domingos Pereira de Castro, era uma pista de pouso e decolagem, de onde partia aviões de pequeno porte, que uma vez ou outra e transportava mercadorias e alguns poucos afortunados, pois nessa época a estrada praticamente não existia, era apenas “veredas”, e demorava até cinco dias para chegar a Imperatriz.
A antiga Rua da Pista onde pousava avião mudou de nome, e como homenagem a um de seus primeiros moradores, recebeu o nome de Domingos Pereira de Castro in-memoriam, na época o conhecidíssimo Domingo Filó. Domingo Filó, teve seu corpo sepultado no terreno de sua propriedade logo no inicio da avenida, e até os dias de hoje alguns familiares tais como filhos e netos ainda visitam e cuida do local, como seus filhos Lenir de Castro Karan, Filó Castro, e José Iram Castro.
Dentre outras lideranças da época, podemos destacar alguns nomes que ficou marcado na historia, como exemplo, o líder político e primeiro vereador de Buritirana identificado como o comerciante Zé Lopes, que morreu prematuramente em um acidente aéreo que na época chocou a todos. Como o Pedrão dono da casa São Pedro que existiu em frente ao mercado. Antonio Cerrador que tinha uma mercearia na rua do Comercio hoje Avenida Senador Larroque, Zé Maria da Diner.
Buritirana também já foi um dos maiores produtores de arroz da região Tocantina, parte da produção abastecia as antigas usinas de beneficiamentos que existia nas proximidades da antiga (Farra Velha) na cidade de Imperatriz-MA. Os principais compradores e vendedores eram: Zé Barros, Canuto Aquino, Bento Xandim, Zé Firme, Zé Novato, Aroldo, e Santo da Jesus.
Santo da Jesus, que tempos depois foi eleito vereador, veio a falecer dentro de um avião a caminho da capital onde iria tentar tratamento contra malária. Em seguida Antonio Aroldo de Oliveira foram eleito vereador do povoado, e depois foi eleito vereador o senhor Múndico Leôncio.
Foi durante o mandato do vereador Aroldo, que a prefeita Nita Menezes atendendo seu pedido, mandou instalar um grupo gerador que iluminava as principais ruas e casas do povoado de Buritirana, o mesmo era ligado todos os dias às 18 horas, quando tinha óleo diesel, e desligado às 22 horas, nessa época a prefeita enviou para trabalhar com o grupo gerador o senhor Claudionor hoje casado com o Jesus filha do senhor Vitorino e dona Elisa.
Tanto Zé Barros como Canuto Aquino, foram proprietários de usinas de beneficiamento de arroz no antigo povoado de Buritirana. Canuto foi também vereador por três mandatos representante do povoado Buritirana e Centro Novo suas duas bases eleitorais. Nessa época havia também produções de sub-existência, como a produção de farinha de mandioca especialmente a casa de farinha do Chico Bel, ou o engenho do seu Antônio Grande que era puxado por boi e produzia mel e rapadura.  
Grandes homens e mulheres fizeram parte da historia do hoje município de Buritirana, dentre eles destacamos Antônio Grande, Sebastião Paulino e Antônio Marchante, primeiros açougueiros vendedores de carnes do mercado: Veja um resumo de homens e mulheres que contribuíram para o crescimento de Buritirana. Supercílio, Nonato Gino, Sergio Neves, Maria Padeira, Elisa do Hotel, Cicera Miguel, dona Graça da Farmácia e seu esposo Antonio, Dr. Assis, Domingos Elias Ferreira, Vitorino, Camilâo, Antonio Canjaré, Dona Lousa, dona Maria da Lousa, Edivaldo da Lousa, primeiro sub-delegado Lisbôa, Professor e pastor João Ivio Filho, Manoel Senhor, Manoel Professor, Raimundo Lima, Raimundo Túnico, Dico do Hotel, Bia, seu Caxias, João Martins, Manoel Senhor, Manelão, Paulo Vapor, Dona Soledade, Francisco Lustosa, Zezinho Aquino, Chico Lopes, Téta, Zé do Miguel, Pedro Zacarias, Antonio do Leque, Agenor, Zé Lotérico, Seu Nelson, Zé Dimar, João Soldado, Getúlio, Ivan Lustosa, Chico Cipriano, Caquim, Raimundo Chicuta, João Chicuta, Raimundo Pondor, Zé da Mocinha, Mocinha, Firme, Zé Bel, Antonio Zacarias, Casquinha, Zé do Canuto, Zé Firme, Bento Firme, Dona Pequena do restaurante, Múndico Leôncio, Carlos Mendes, Milton da Lousa, Expedito da Lousa, Luiz Queiroz, Antônio Serrador, Eduardo, Eduardo Sertanejo, Chico Paraibano e a Família Paraibana (Amâncio, Sales e Magalhães), Raimundo Cocalim, Saraiva, Antônio Francisco, Raimundo Soldado, Maria Soldado, Seu Nóga, Helena do Nóga, Bebê Soldado, Toizinho do Sindicato, Zé do Pedro, Nonato Gino, Cimar do Nonata Gino in-memorian, Cicero do Canuto in-memorian. Dentre outros.
Esporte:
Em Buritirana o futebol é o principal esporte, times como Palmeiras, Internacional, Ajax, Cruz Azul, Milionário, Flamengo do Cartão, são os principais times da cidade

## Política
Após a emancipação política em 10 de novembro de 1994. Em 1996 o pecuarista e empresário Antonio Lopes de Sousa conhecido como António do Leque, foi eleito o primeiro prefeito do Município obtendo   2.437 votos, derrotando José Wiliam de Almeida conhecido como (Zé do Múndico) que obteve 2.394 votos, a diferença foi de apenas 43 votos. Já no ano 2000 Antonio do Leque é reeleito com 3.695 votos, derrotando novamente José Wiliam de Almeida conhecido como (Zé do Múndico) que obteve 3.336 votos, dessa vez a diferença de votos aumentou para 359 votos. Antonio do Leque fez uma administração considerada dentro do razoável, por ter sido o primeiro prefeito teve a missão de organizar a maquina administrativa.
Faltando pouco mais de três meses para o final do mandato e apenas onze dias para as eleições municipais de 2004 para o término do mandato o mesmo teve o mandato cassado em um processo político duvidoso tendo como principais protagonistas o governo do estado do Maranhão em parceria com alguns políticos colocais, assumindo assim como segundo prefeito o presidente da Câmara Municipal o vereador Ireno Pereira dos Santos, tornando-se assim o segundo prefeito do município. 
Já em 2004, José Wiliam de Almeida conhecido como (Zé do Múndico) que já havia perdido duas eleição para o mesmo candidato Antonio do Leque,  em fim foi eleito prefeito de Buritirana com 5.946 votos, e seu oponente o ex-vereador Canuto Aquino Ribeiro obteve 1.269 votos. 
Quatro anos mais tarde, Zé do Mundico em 2008 foi reeleito prefeito obtendo 5.265 votos, dessa vez a disputa foi com a candidata à prefeita Sandra Alves de Sousa, que obteve 2.655 votos. Sandra Alves é filha do ex-prefeito Antonio do Leque, candidata de ultima hora, tendo em vista que quem deveria concorrer ao pleito era seu pai, contudo, o mesmo teve a candidatura negada, visto que ainda respondia por processos de improbidade administrativa.
O que causou surpresa a toda população, foi que faltando apenas dezesseis dias para concluir seu segundo mandato, em 2012, amargando um alto índice de impopularidade, Zé do Mundico sumindo da cidade se escondendo do povo, inclusive deixando servidores e fornecedores com pagamentos atrasados em até quatro meses, prédios públicos com Energia Elétrica cortada por falta de pagamentos.
O então prefeito José Wiliam de Almeida, o Zé do Mundico, renunciou ao cargo, assumindo em seu lugar para um mandato tampão o vereador e presidente da Câmara de vereadores Zezinho Chicuta, o qual fora prefeito por pouco apenas quatro dias. O segundo mandato do ex-prefeito Zé do Múndico ficou marcado como um fracasso, um desastre político para o município.
Em 2012 foi eleito prefeito de Buritirana o empresário da banda Baetz Vagtônio Brandão, obtendo 4.191 votos, o mesmo disputou a eleição com os candidatos James Alves de Oliveira, que obteve 3.177 votos, Ricardo de Sousa Nascimento, que obteve 90 votos, e Armando Alencar da Silva, que obteve 47 votos. Vagtônio é filho do senhor Antonio Marchante e da dona de casa dona Felisbela.
Em 2016 Vagtôtio Brandão é reeleito prefeito obtendo 5.694 votos, seu concorrente dessa vez foi o médico André Leôncio que obteve 3.156 votos. Dr. André é filho de Buritirana, o mesmo é neto do ex-vereador Múndico Leôncio e sobrinho do ex-prefeito Zé do Mundico. Vagtônio fez uma administração de muitas realizações, e resgatando com isso a credibilidade do município, e a confiança da população, fazendo até então a melhor gestão que Buritirana já teve. 
Entre seus méritos foi o único prefeito eleito de Buritirana em segundo mandato que conseguiu concluir o mesmo, organizar a administração pública municipal,  investir e ampliar a infraestrutura e educação do município e regularizar a contabilidade financeira do mesmo, tendo em vista que sofria defici desde o primeiro mandado te Antônio do Leque e no governo Zé do Múndico ou verdadeiro desastre da fazenda pública. 
A popularidade de Vagtônio Brando tanta que atingiu o patamar de aprovação de mais de 70 por cento da população de Buritirana e em 2020 o mesmo conseguiu eleger seu sobrinho Tonisley dos Santos Sousa, conhecido com Tony Brandão, contra o candidato e empresário local Neto do Supermercado. 
Tony Brandão, que no mandato de seu tio assumiu as secretárias de finanças e de administração, adquiriu bastante experiência na gestão pública, e faz um mandato considerado melhor da história do município.